# Haa Alifu
Cette page contient des caractères et des mots thâna comme ހ ou ފ. En cas de problème, consultez l’article Thâna ou testez votre navigateur.
Haa Alifu est une subdivision des Maldives composée de la totalité de l'atoll Ihavandippolhu et de la partie Nord de l'atoll Thilandhunmathi. Ses 19 251 habitants se répartissent sur 16 des 42 îles qui composent la subdivision. Sa capitale est Dhidhdhoo.

## Îles habitées
- Baarah
- Dhidhdhoo (capitale de Haa Alifu)
- Filladhoo
- Hoarafushi
- Ihavandhoo
- Kelaa
- Maarandhoo
- Mulhadhoo
- Muraidhoo
- Thakandhoo
- Thuraakunu
- Uligamu
- Utheemu
- Vashafaru

## Îles non habitées
- Alidhoo
- Alidhuffarufinolhu
- Berinmadhoo
- Beenaafushi
- Dhapparu
- Dhapparuhuraa
- Dhigufaruhuraa
- Dhonakulhi
- Gaafushi
- Gaamathikulhudhoo
- Gallandhoo
- Govvaafushi
- Hathifushi
- Huraa
- Huvahandhoo
- Innafinolhu
- Kudafinolhu
- Maafahi
- Maafinolhu
- Madulu
- Manafaru
- Matheerah
- Medhafushi
- Mulidhoo
- Naridhoo
- Umaraiffinolhu
- Ungulifinolhu
- Vagaaru
- Velifinolhu

## Îles disparues
- Gasthirifinolhu
- Gudhanfushi
- Nasfaru
- Thiladhoo (dorénavant partie de Dhidhdhoo)
- Thinadhoo